# Klaus Wulst
Klaus Wulst (geboren am 28. Juni 1947) ist ein ehemaliger deutscher Fußballspieler.
Er spielte von 1969 bis 1971 bei der BSG Lokomotive Stendal in der zweitklassigen DDR-Liga. Nach dem Aufstieg von Vorwärts Stralsund in die DDR-Oberliga 1971 wurde er zu diesem Verein delegiert. In seiner ersten Saison beim neuen Verein spielte er dort in 23 von 26 möglichen Ligaspielen und erzielte dabei ein Tor. Die Stralsunder stiegen allerdings als Tabellenletzte umgehend wieder ab. Nach zwei Saisonen in der Zweitklassigkeit gelang 1974 der Wiederaufstieg. In seiner zweiten Erstligasaison nahm Wulst an allen 26 Spielen Teil und erzielte diesmal zwei Tore. Die Stralsunder wurden aber wieder Letzter und fielen somit erneut dem Abstieg anheim. 1977 wurden die Stralsunder Erster der Staffel A der DDR-Liga, scheiterten aber in der Aufstiegsrunde. Wulst kam in jener Saison nurmehr sechs Mal zum Einsatz.